# Николаус III (Верле)
Николаус III фон Верле (на немски: Nikolaus III von Werle zu Gustrow, „Staveleke“; * сл. 1311 и пр. 1333 или 1337; между † 10 август 1360 и 1 август 1361) е от 1337 до 1360 г. господар на Верле-Гюстров.
Той е най-възрастният син на Йохан II фон Верле (* сл. 1250, † 1337) и съпругата му Матилда († 1344), дъщеря на херцог Хайнрих I фон Брауншвайг-Люнебург.
След смъртта на баща му през 1337 г. Николаус III управлява първо сам и от 1339 до 1347 г. заедно с брат си Бернхард II (1320 – 1382). След 1347 г. неговият брат поема господството Верле-Варен, а той запазва частта Верле-Гюстров.

## Фамилия
Николаус III се жени на 6 януари 1338 г. за Агнес фон Мекленбург (* сл. 1320; † пр. 1341), дъщеря на херцог Хайнрих II „Лъвът“ фон Мекленбург и втората му съпруга Анна фон Саксония-Витенберг. С нея той има две деца:
- Лоренц фон Верле[-Гюстров] (1338/1340 – 1393/1394), от 1360 господар на Верле-Гюстров
- Йохан V фон Верле[-Гюстров] (1338/1340 – 1378), от 1365 сърегент на Верле-Гюстров

След 1341 г. Николаус III се жени за Мехтхилд фон Холщайн-Пльон († между 14 март 1344 и 12 март 1390), дъщеря на граф Йохан III фон Холщайн-Пльон-Кил. С нея той има едно дете:
- Катарина фон Верле-Гюстров († 17 декември 1402), ∞ вероятно 1366 за херцог Албрехт V фон Саксония-Лауенбург (* ок. 1335; † 1370), син на херцог Албрехт IV фон Саксония-Лауенбург